# Torre Punta del Cavall
La torre Punta del Cavall o Seguró es una torre defensiva del siglo XVI que se encuentra en la Punta de las Caletas o Punta del Cavall a escasa altura sobre el nivel del mar en el término municipal de Benidorm (Alicante, España). A esta torre también se le conoce como de les Caletes (Torre de les Caletes). 

## Descripción
Se trata de una torre troncocónica, cuya base mide aproximadamente ocho metros de diámetro. La fábrica es de mampostería irregular enfoscada con mortero de cal. 
Actualmente solo se conserva la base hasta una altura aproximada siete metros, siendo toda ella maciza, sobre la que se encontraba el cuerpo destinado a los vigilantes, al igual que en otras torres vecinas.